# Getto w Biskupicach
Getto w Biskupicach – getto żydowskie utworzone przez Niemców w Biskupicach we wrześniu 1940 roku.
We wrześniu 1940 roku w okupowanych przez III Rzeszę Biskupicach, Niemcy założyli getto dla ludności żydowskiej. Znalazło się w nim około 500 osób. W późniejszym okresie do getta przybył transport około 200 Żydów z Krakowa. W 1941 roku liczba mieszkańców getta wynosiła około 650 osób. Wskutek katastrofalnych warunków mieszkaniowych i sanitarnych do 1942 roku zmarło około 200 osób.
W lutym 1942 roku Niemcy wysłali transport Żydów do niemieckiego nazistowskiego obozu zagłady Żydów w Bełżcu. W marcu 1942 roku hitlerowcy zlikwidowali getto, a pozostałych przy życiu mieszkańców wywieźli do obozu koncentracyjnego na Majdanku.